# 神舟五号
神舟五号（简称神五）是中国载人航天工程“神舟”系列飞船的第五次任务，是中华人民共和国的第一次载人航天飞行任务。
2003年10月15日9时整，神舟五号飞船搭载航天员杨利伟由长征二号F运载火箭从酒泉卫星发射中心发射升空，在太空飞行约21小时后，于10月16日6时23分降落在四子王旗着陆场，任务取得成功。这标志着中国成为继前苏联/俄罗斯和美国之后第三个独立掌握载人航天能力的国家，而且與東方紅一號刷新首颗卫星纪录类似，中國的首次载人飛行的过程也是最完整的（蘇聯飞船返回時宇航员跳傘着陆、美國飞船發射高度沒到达環繞地球軌道）。神舟五号任务目前也是人类最后一次单人执行的轨道级载人航天飞行任务。

## 任务规划
神舟飞船具备首次载人飞行任务即实施“两位航天员、飞行七天”（「二人七天」）的技术条件，最初航天员训练中，也按照两人一组分组训练。2002年10月，中共中央專門召開會議，同意在2003年實施首次載人航天飛行，目標是「一名航天員，飛行一天」，具体方案是「白天發射，白天回收」。其后時任總裝備部部長、中國載人航天工程總指揮的李繼耐上將宣佈首次載人航天飛行实施时间定在2003年10月。

## 任务经过

### 发射

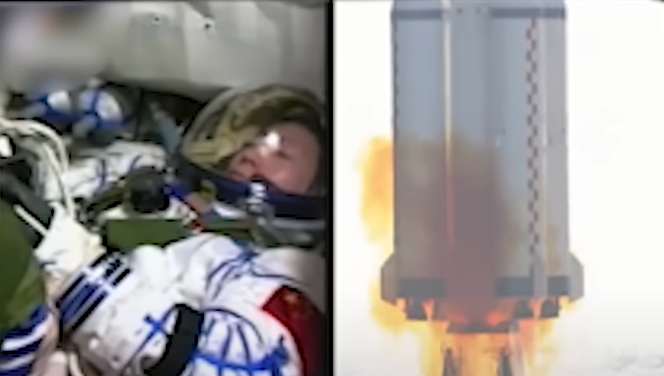
神舟五号点火瞬间

神舟五号于北京时间（UTC +8）2003年10月15日9时在中国内蒙古自治区阿拉善盟的酒泉航天发射中心用长征二号F运载火箭发射，9时10分进入离地面343千米的预定轨道。
中共中央总书记胡锦涛在现场观看了飞船的发射。神舟五号的发射过程的保密性介于美国与前苏联之间。中国并没有像美国首次发射时那样开放民众到现场观看，也没有现场直播，但也要比前苏联更开放，在发射前几天公共媒体就开始进行报导，并在发射成功后几分钟就插播新闻公布具體情況。
据杨利伟在2010年出版的自传《天地九重》中回忆，神舟五号的发射并非完美，发生了一些险情。书中披露，长征二号F火箭发射后，地面指挥中心的技术人员发现监控画面中的杨利伟没有动静，好像是失去了知觉，因而推测杨利伟可能出现了意外，生死未卜。杨利伟在2016年10月接受中国中央电视台科教频道采访时再次证实这一点，他表示当火箭发射到约30-40公里高度时，火箭和飞船突然出现了10赫兹以下的低频共振，并且叠加了6G的过载，超过正常理论值。震动剧烈，人体难以忍受。此情况在地面训练时从未遇到，而当时杨利伟也以为自己将要牺牲。整个过程持续了26秒，但最后有惊无险。后来判断是长征2号F火箭的燃料与飞船振动频率一致产生了共振，并改进了火箭的燃料箱结构，问题已经得到解决。

### 在轨飞行

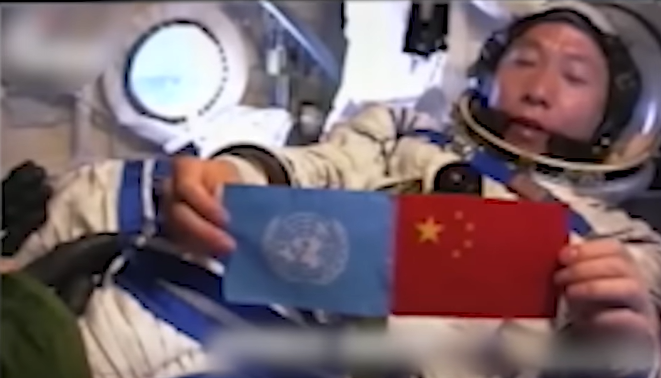
杨利伟在返回舱内展示中国国旗和联合国旗帜

9时34分杨利伟向地面表示“感觉良好”。17时32分，飞船在进行第六圈飞行时，杨利伟与国防部长曹刚川进行第一次“天地对话”。18时40分，中国航天员杨利伟在太空展示中国国旗和联合国旗，并向地球发出问候。19时59分，杨利伟与家人通话。

### 返回
神舟五号在完成了14圈绕地球的飞行后，返回舱于2003年10月16日6时23分在内蒙古四子王旗主着陆场成功着陆，离预定着陆地中心点仅差4.8公里，返回舱落地时呈倾倒姿态，楊除了接觸頭盔造成嘴角輕微擦傷之外身體無恙。

### 轨道舱
在与返回舱和推进舱分离后，轨道舱继续绕地球运行半年左右。2004年1月24日，北京指挥控制中心宣布神舟五号的轨道舱正常在轨运行100天，环绕地球飞行将近1600圈。

## 时间线

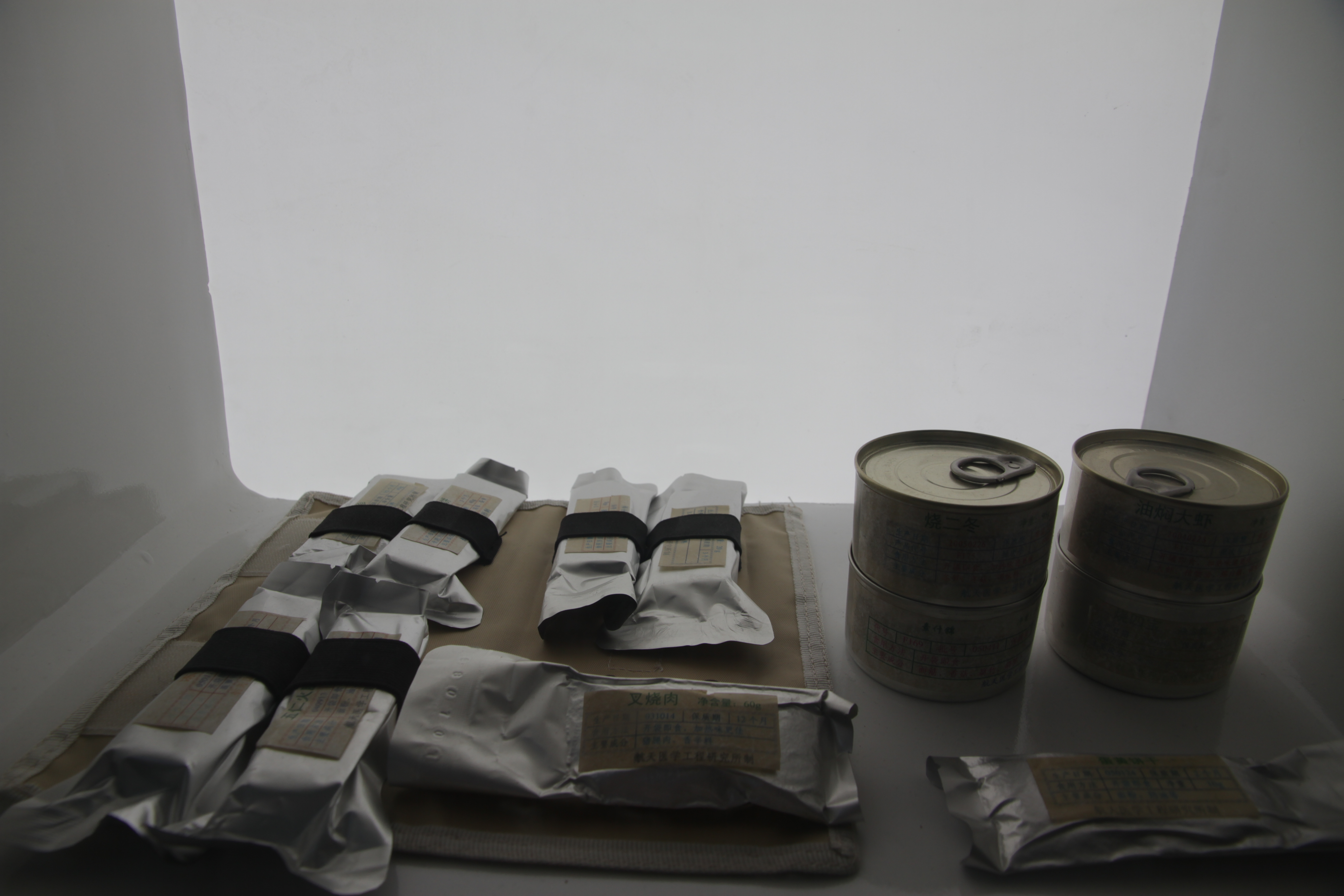
神舟五号上携带的太空食品

本段时间均以东八区（UTC+8）为准
神舟五号载人航天飞行任务主要时间表如下：
| 任务飞行时序 | 任务飞行时序       | 任务飞行时序 |
| 日期         | 时间               | 事件节点 |
| ------------ | ------------------ | --- |
| 10月14日     | 17时29分           | 首飞航天员梯队与记者见面。 |
| 10月15日     | 5时28分            | 航天员出征仪式在航天员公寓举行，中共中央总书记、国家主席胡锦涛发表讲话。 |
| 10月15日     | 5时30分            | 在5辆摩托车的护送下，杨利伟乘专车驶向发射塔架。 |
| 10月15日     | 9时00分03秒497毫秒 | 神舟五号载人飞船在酒泉卫星发射中心成功发射。 |
| 10月15日     | 9时10分            | 船箭分离，神舟五号载人飞船准确进入预定轨道。 |
| 10月15日     | 9时34分            | 航天员杨利伟向北京报告，感觉良好。 |
| 10月15日     | 9时42分            | 载人航天工程总指挥李继耐宣布：神舟五号载人飞船发射成功，胡锦涛发表讲话 |
| 10月15日     | 10时31分           | 航天员杨利伟执行地面指令，摘下手套，并解开系在膝盖下方的束缚带。 |
| 10月15日     | 11时08分           | 北京航天指挥控制中心指挥大厅大屏幕显示，航天员杨利伟开始在太空中进餐。 |
| 10月15日     | 11时12分至14时15分 | 航天员杨利伟进行太空飞行中的首次休息。 |
| 10月15日     | 13时02分           | 北京航天指控中心指挥大厅大屏幕显示，神舟五号飞船正在进行第三圈飞行。 |
| 10月15日     | 13时39分           | 神舟五号飞船进入绕地飞行第四圈。北京航天指控中心指挥大厅大屏幕上显示，航天员杨利伟呈仰卧姿态，正在记录飞行日志。                                                                    |
| 10月15日     | 15时28分           | 神舟五号飞船进入第五圈飞行。 |
| 10月15日     | 15时57分           | 航天员杨利伟的报告和地面监测表明，飞船变轨成功。 |
| 10月15日     | 16时50分           | 神舟五号飞船进入第六圈飞行。 |
| 10月15日     | 17时05分           | 北京航天指控中心指挥大厅的大屏幕上显示出航天员杨利伟从神舟五号飞船舷窗向外拍摄到的地球画面，画面清晰。                                                                              |
| 10月15日     | 17时30分           | 中央军委副主席、国防部长曹刚川在北京航天指挥控制中心指挥大厅与正在太空飞行的神舟五号载人飞船航天员杨利伟开始进行实时通话。                                                          |
| 10月15日     | 18时24分           | 神舟五号飞船进入第七圈飞行。 |
| 10月15日     | 19时57分           | 神舟五号飞船飞行进入第八圈。 |
| 10月15日     | 20时               | 正在太空飞行的航天员杨利伟与他的父母妻儿进行了“天地对话”。 |
| 10月15日     | 21时31分           | 神舟五号飞船进入第九圈飞行。 |
| 10月15日     | 23时08分           | 神舟五号飞船进入第十圈飞行。 |
| 10月16日     | 0时18分            | 神舟五号飞船绕地球进行第11圈飞行。杨利伟在太空进行睡眠。 |
| 10月16日     | 1时17分            | 飞船飞行进入第十二圈。测控点向北京航天指控中心报告飞船跟踪正常。 |
| 10月16日     | 2时52分            | 飞船飞行进入第十三圈。航天员杨利伟向地面指挥人员汇报身体感觉良好。 |
| 10月16日     | 4时19分            | 飞船飞行进入第十四圈。按照即定计划，飞船在环绕地球运行14圈后，将在预定地区着陆。 |
| 10月16日     | 4时34分            | 飞船第13次飞越中国上空，飞船飞行情况一切正常，地面指挥中心，各地监控站点工作正常。杨利伟开始进行飞船着陆的准备工作。                                                                |
| 10月16日     | 5时04分            | 围绕地球运行了14圈的飞船飞越南大西洋海域上空，在这里待命10天的远望三号航天测量船迅速捕获飞船目标，及时准确地向飞船发出了调姿和返回制动的指令。                                      |
| 10月16日     | 5时35分            | 北京航天指挥控制中心成功向正在太空运行的神舟五号飞船发送返回指令。 |
| 10月16日     | 5时36分            | 神舟五号飞船轨道舱与返回舱成功分离。返回舱与推进舱轨道高度不断降低，向预定落点返回。飞船轨道舱将留轨工作半年，开展相关的科学实验。                                                  |
| 10月16日     | 5时38分            | 神舟五号飞船制动火箭点火，飞船返回舱飞行速度减缓，轨道高度进一步降低。返回舱向预定着陆场降落。                                                                                      |
| 10月16日     | 5时58分            | 在北京航天指挥控制中心的组织指挥下，神舟五号飞船返回舱与推进舱成功分离。飞船返回舱失去动力后，按照升力控制技术向预定着陆场降落，成功进入返回轨道。                                  |
| 10月16日     | 6时02分            | 设在新疆和田的活动测量站报告，飞船进入中国国境上空。 |
| 10月16日     | 6时04分            | 神舟五号飞船进入大气层，处于“黑障”阶段。 |
| 10月16日     | 6时07分            | 搜救直升机收到飞船返回舱落地后发出的无线电信号，机上的搜索人员目视到“神舟”五号返回舱。由5架直升机组成的空中搜救分队和14台专用车辆组成的地面搜救分队立即从不同的方向迅速向落点前进。 |
| 10月16日     | 6时18分            | 返回舱引导伞已打开，杨利伟报告身体状况良好。 |
| 10月16日     | 6时23分            | 飞船返回舱在内蒙古四子王旗阿木古郎牧場的主着陆场安全着陆。 |
| 10月16日     | 6时28分            | 地面搜索人员距返回舱落点7.5公里。 |
| 10月16日     | 6时31分            | 国务院总理温家宝与杨利伟通话，祝贺他顺利返航。 |
| 10月16日     | 6时33分            | 搜救直升机发现落在草丛中的飞船返回舱，并迅速着陆开始救援工作。 |
| 10月16日     | 6时36分            | 地面搜索人员找到了“神舟”五号返回舱。 |
| 10月16日     | 6时38分            | 搜索人员报告，杨利伟身体状况良好。 |
| 10月16日     | 6时54分            | 载人航天工程总指挥李继耐宣布中国首次载人航天飞行获得圆满成功，温家宝总理代表党中央、国务院、中央军委祝贺载人飞行圆满成功。                                                          |
| 10月16日     | 7时许              | 中央军委主席江泽民在获悉中国首次载人航天飞行圆满成功后，打电话表示祝贺。 |
| 10月16日     | 7时40分            | 中国首位航天员杨利伟乘坐直升机离开着陆场返回北京。 |

## 主要人员

### 航天员
| 执行航天员 | 执行航天员 | 执行航天员 | 执行航天员                                                                                                 |
| 姓名       | 年龄       | 职责       | 备注 |
| ---------- | ---------- | ---------- | --- |
| 杨利伟     | 38岁       | 指挥长     | 中国首批12名航天员之一，原中国人民解放军空军的一名歼击机飞行员，在发射前一天被挑选为执行此次任务的航天员。 |
| 候补航天员 |            |            | |
| 姓名       | 年龄       | 职责       | 梯次 |
| 翟志刚     | 37岁       | 指挥长     | 第一梯队                                                                                                   |
| 聂海胜     | 39岁       | 指挥长     | 第二梯队                                                                                                   |

### 各分系统负责人
- 航天员系统总指挥：宿双宁
- 载人飞船系统总指挥：袁家军
- 火箭系统总指挥：黄春平
- 发射系统总指挥：张建启
- 飞船应用系统总设计师、总指挥：顾逸东
- 着陆场系统总指挥：夏长法
- 测控通信系统总设计师：于志坚

## 搭载物品
神舟五号搭载的物品有：3面旗帜：中华人民共和国国旗、北京奥运会会徽旗、联合国旗；人民币主币票样、中国首次载人航天飞行纪念邮票和中国载人航天工程纪念封；1kg植物种子：其中500g来自中国大陆，500g共36种来自台湾、金门、马祖和澎湖。

## 纪念
神舟五号返回舱现藏于中国国家博物馆。
神舟五号着陆点修建了纪念碑，纪念碑为大理石材质，正面写有“神舟五号返回落点”，背面用汉语和传统蒙古文两种文字记载了神舟五号飞行大事记、落点经纬度坐标。

## 图集

收藏于中国国家博物馆“复兴之路”展览内的神舟五号返回舱
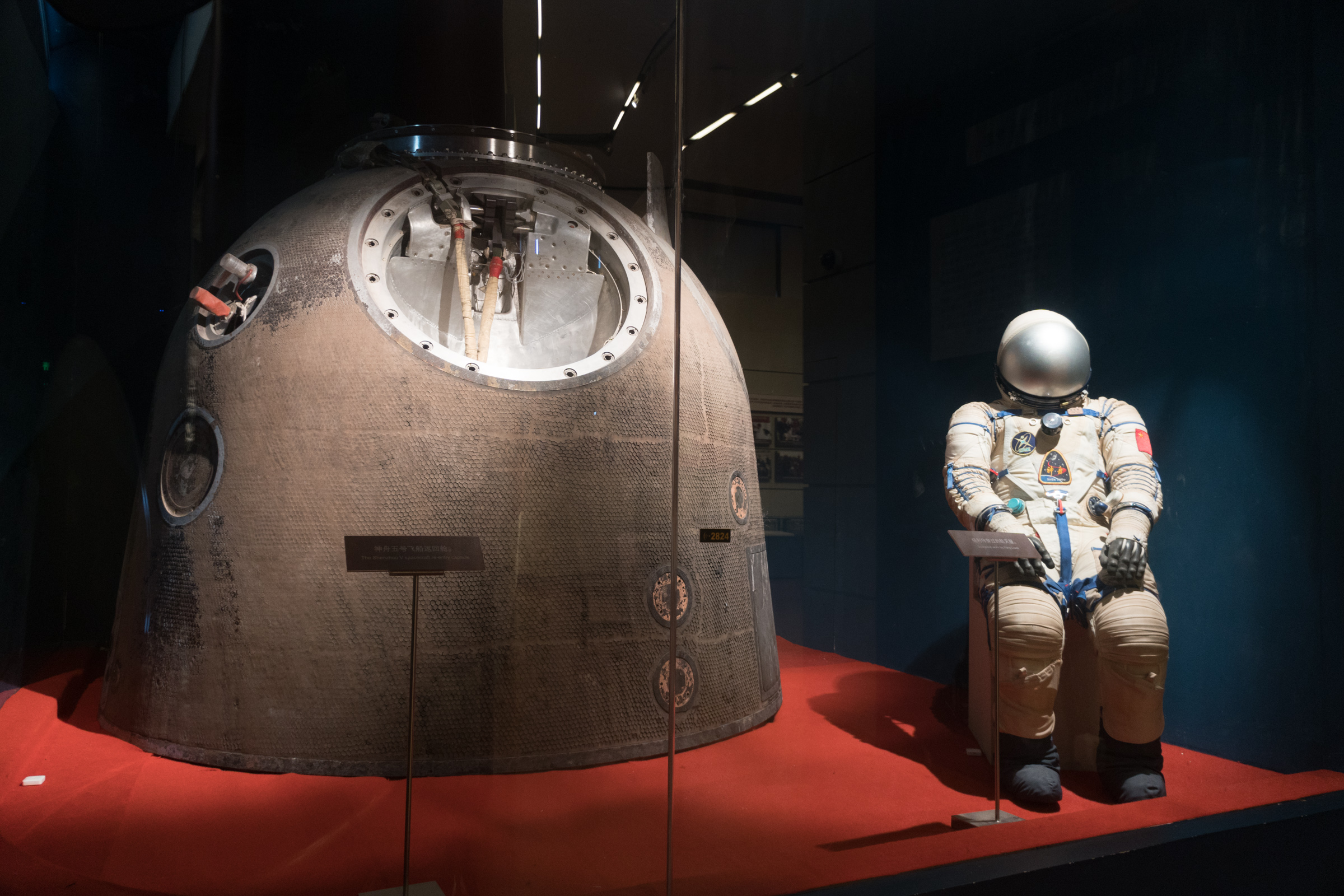
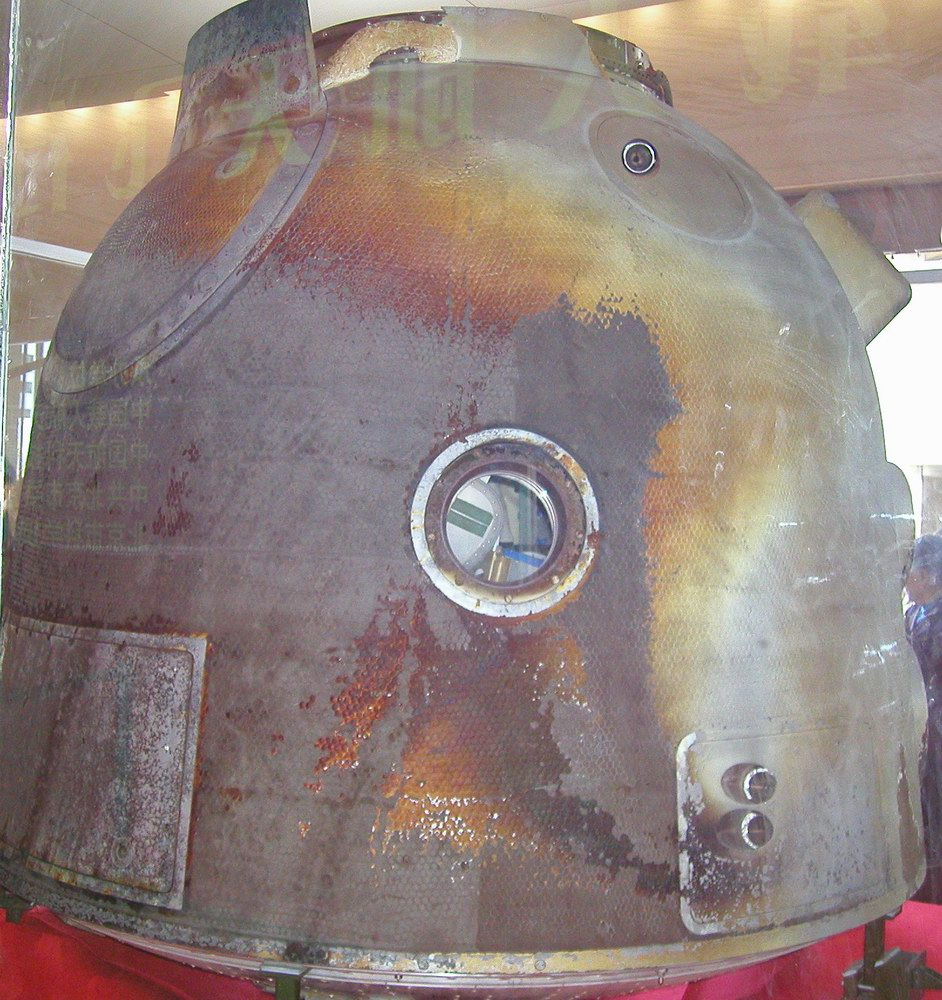
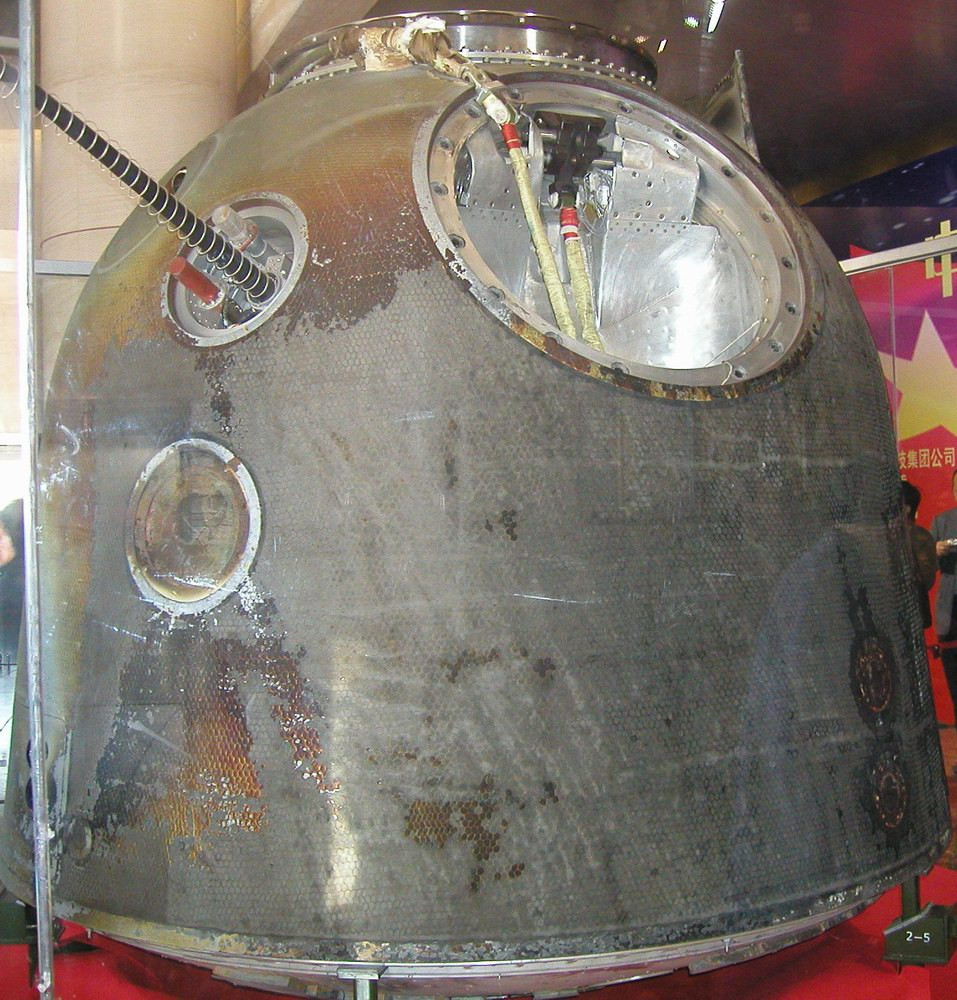
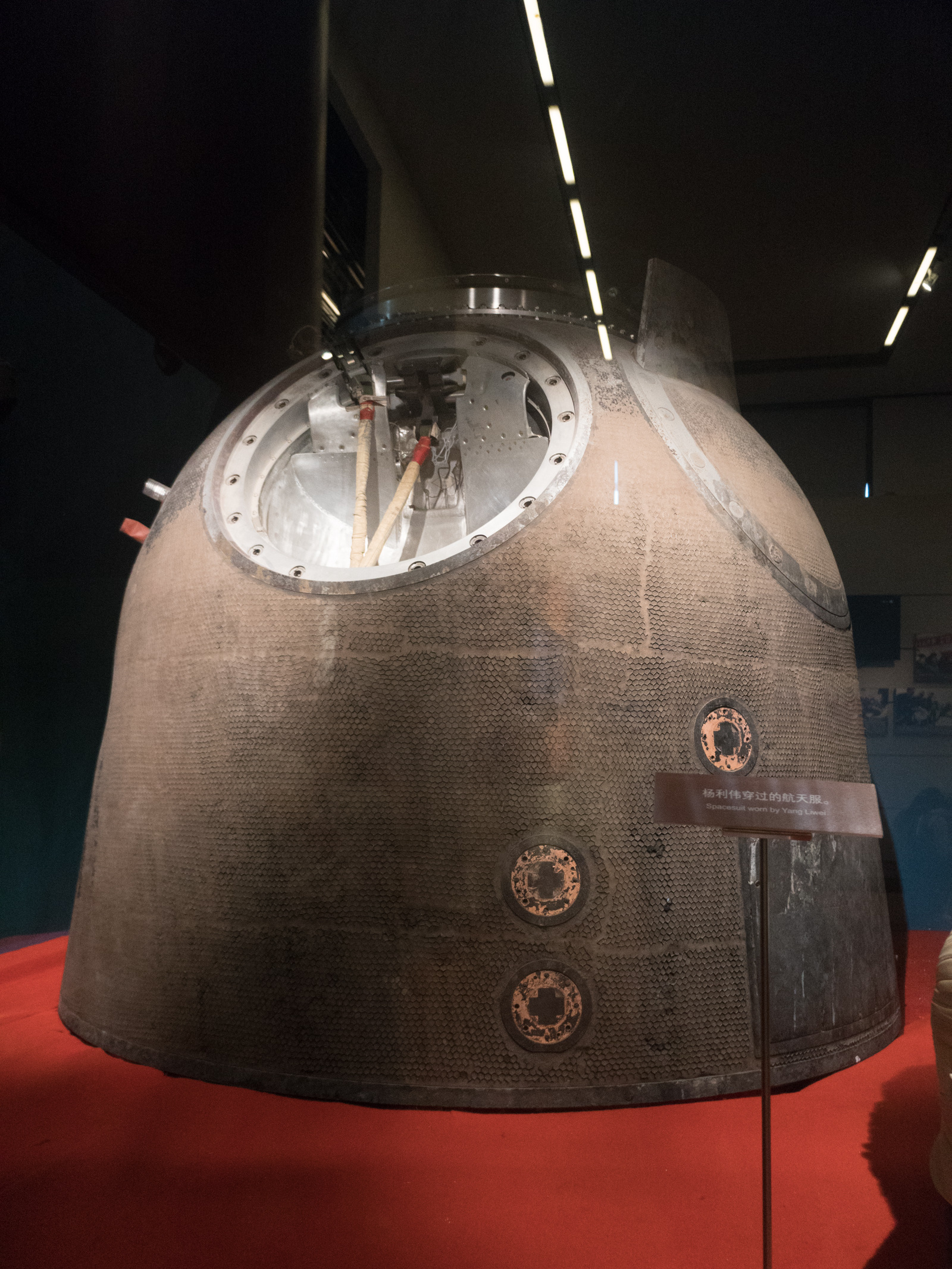

神舟五号任务所使用的舱内航天服
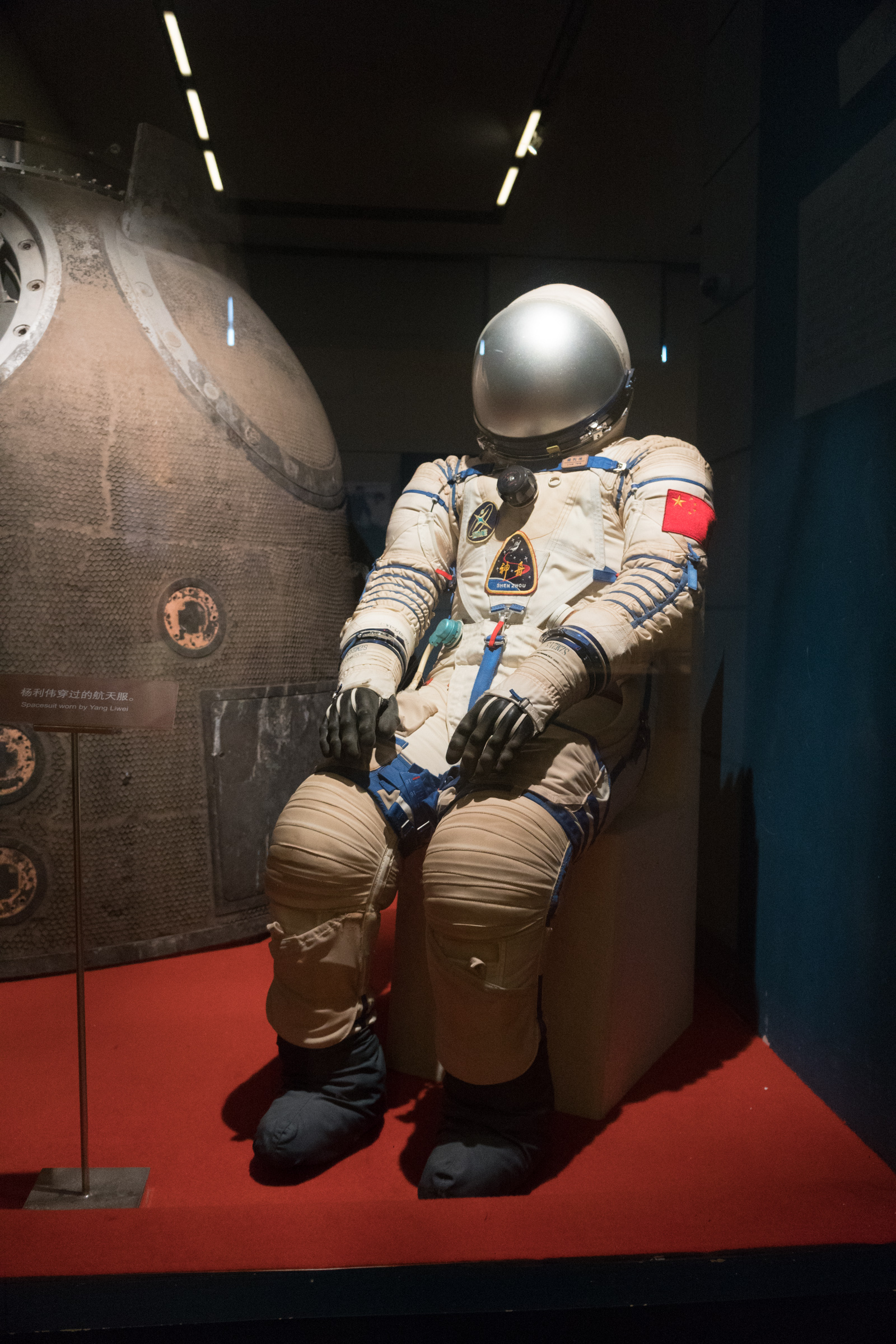
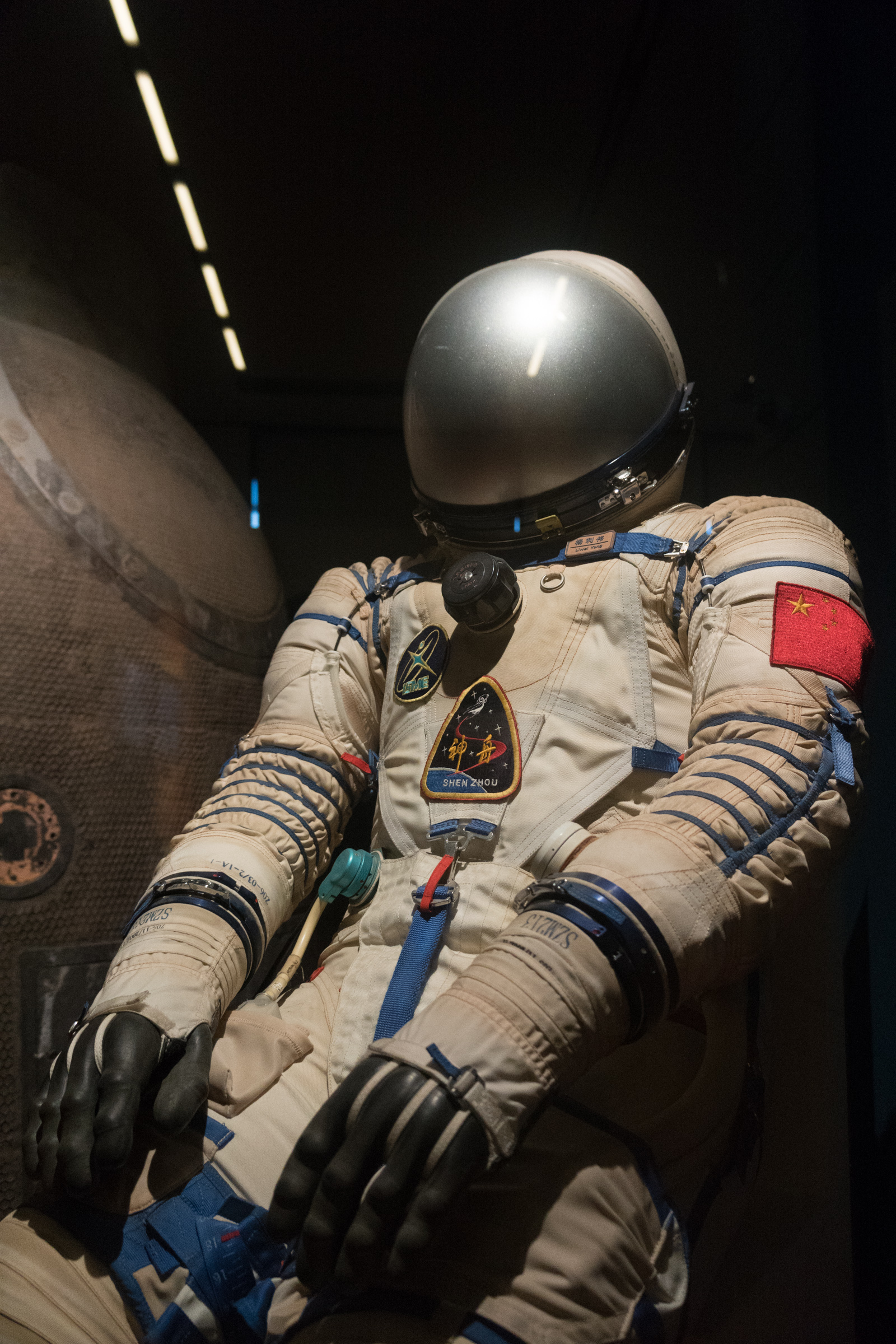
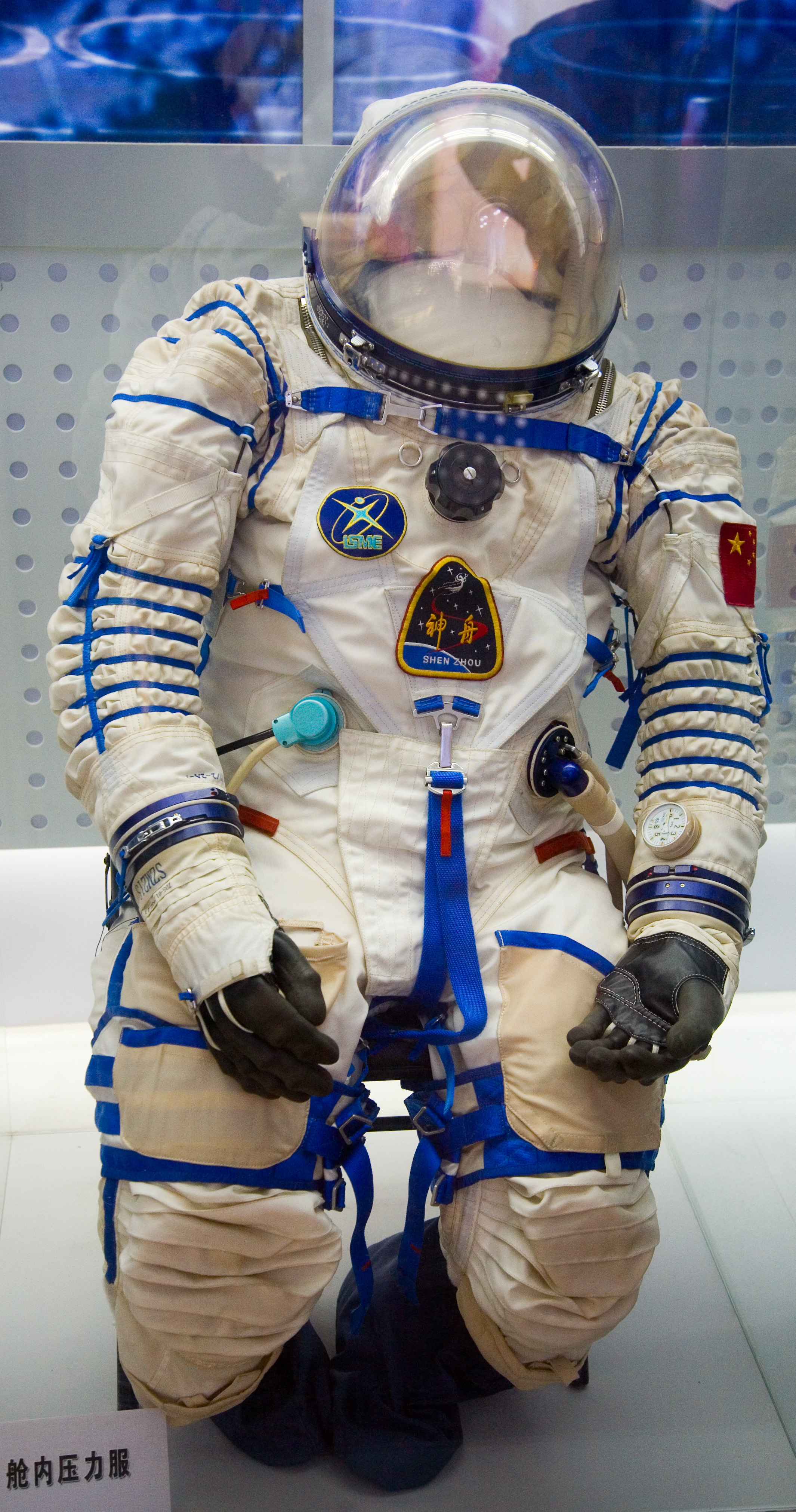
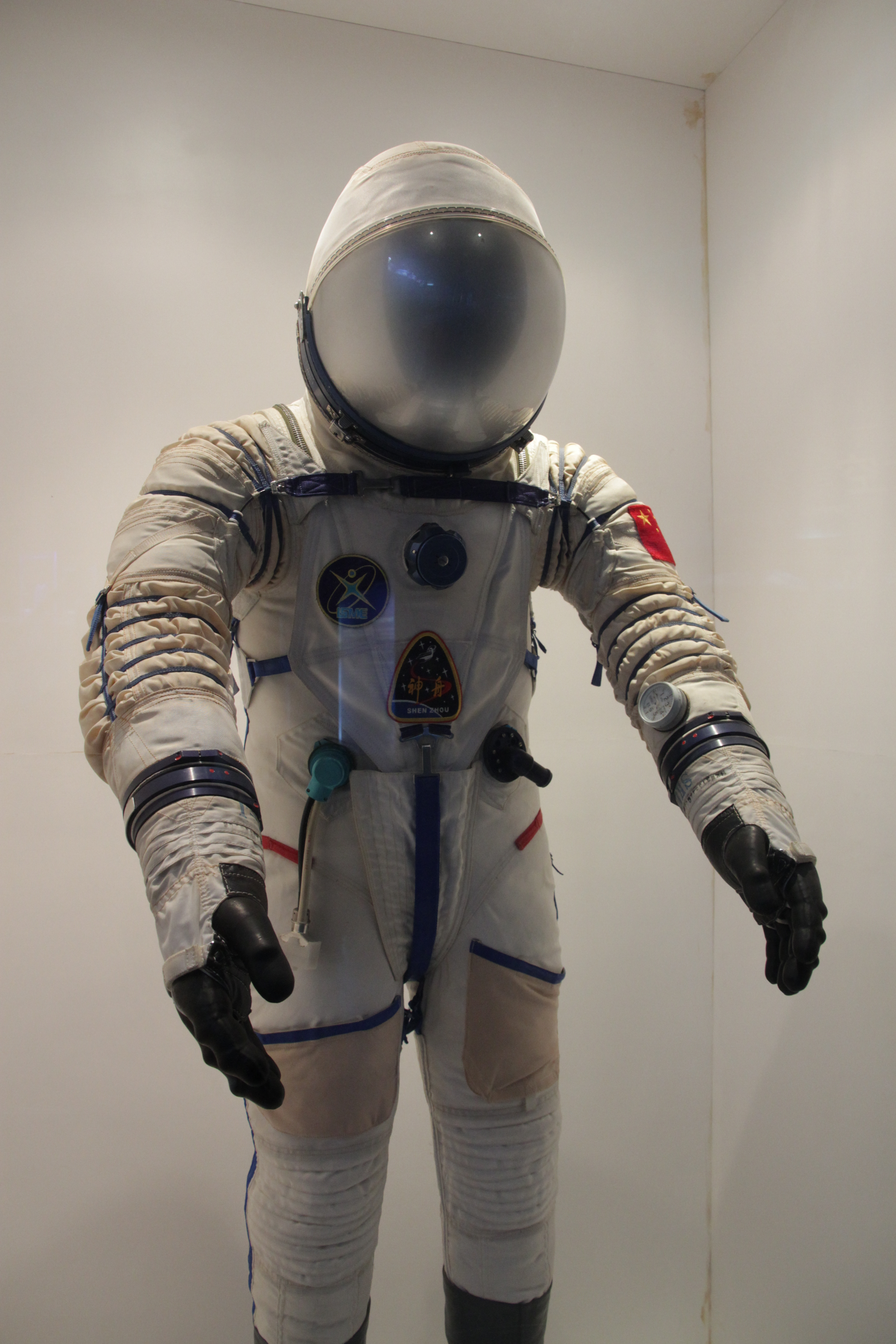

神舟五号飞船模型
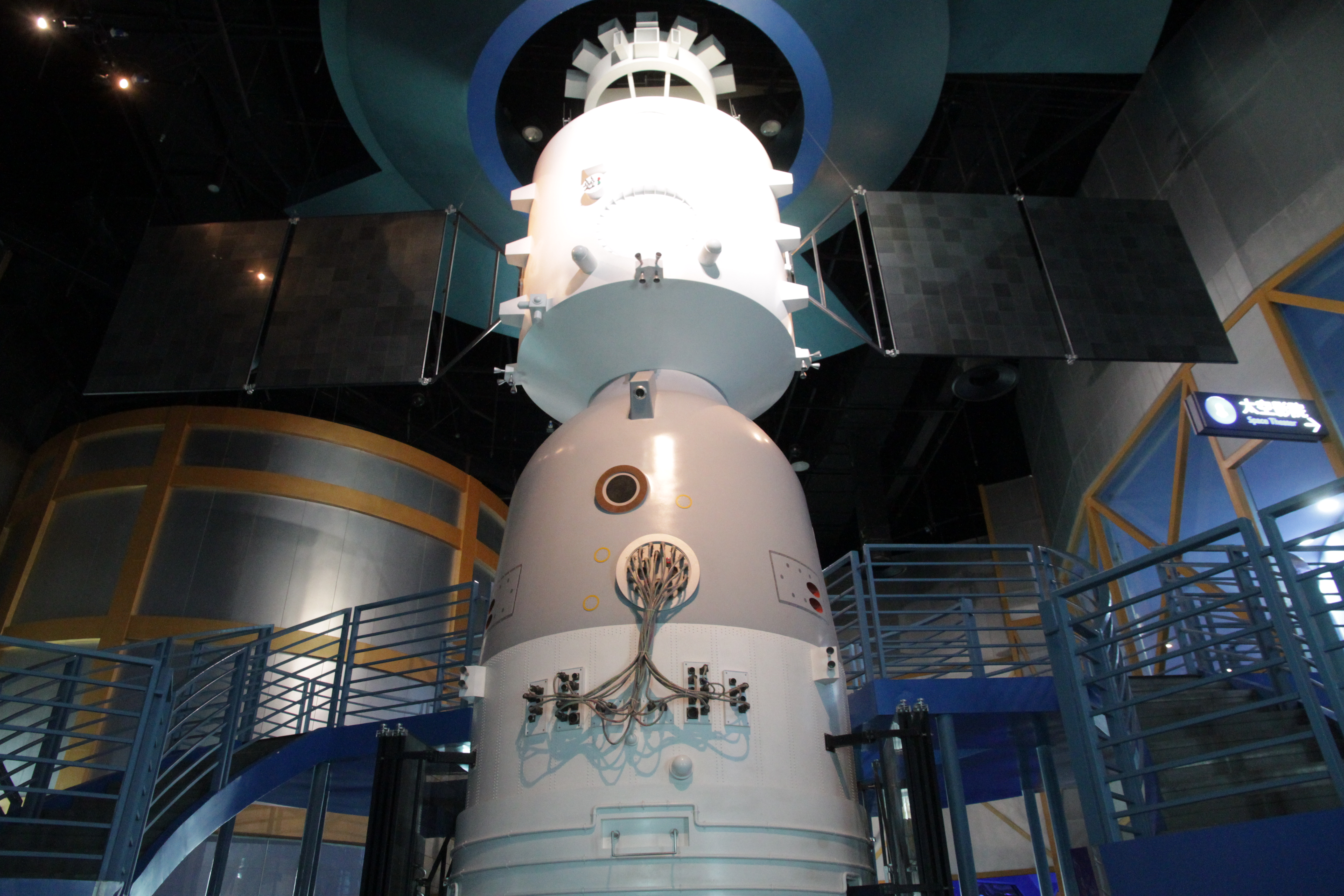
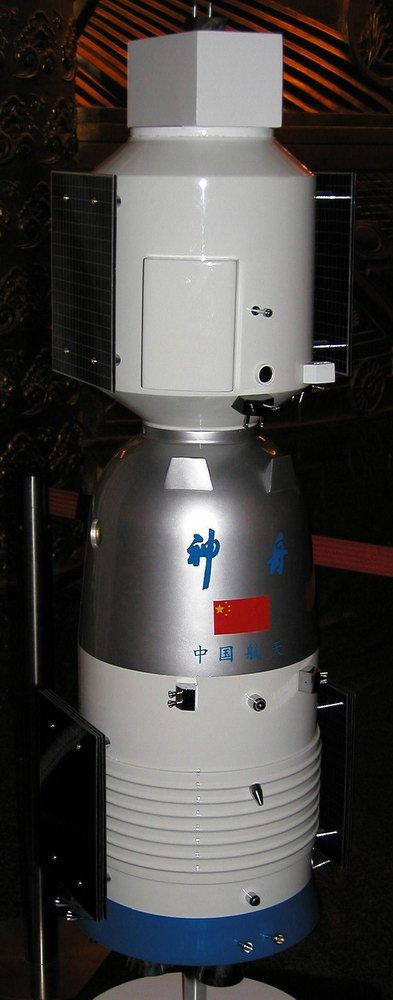
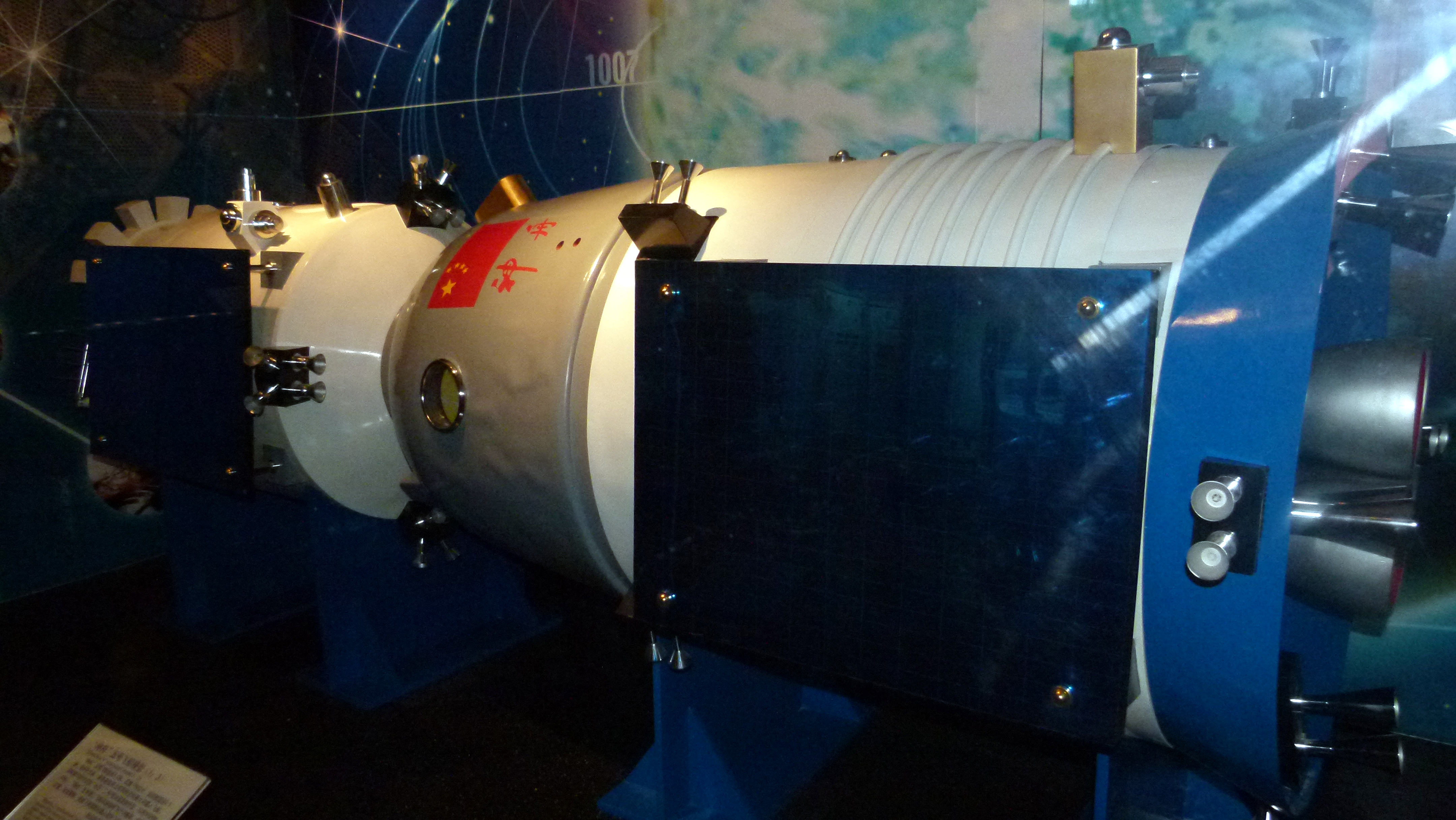
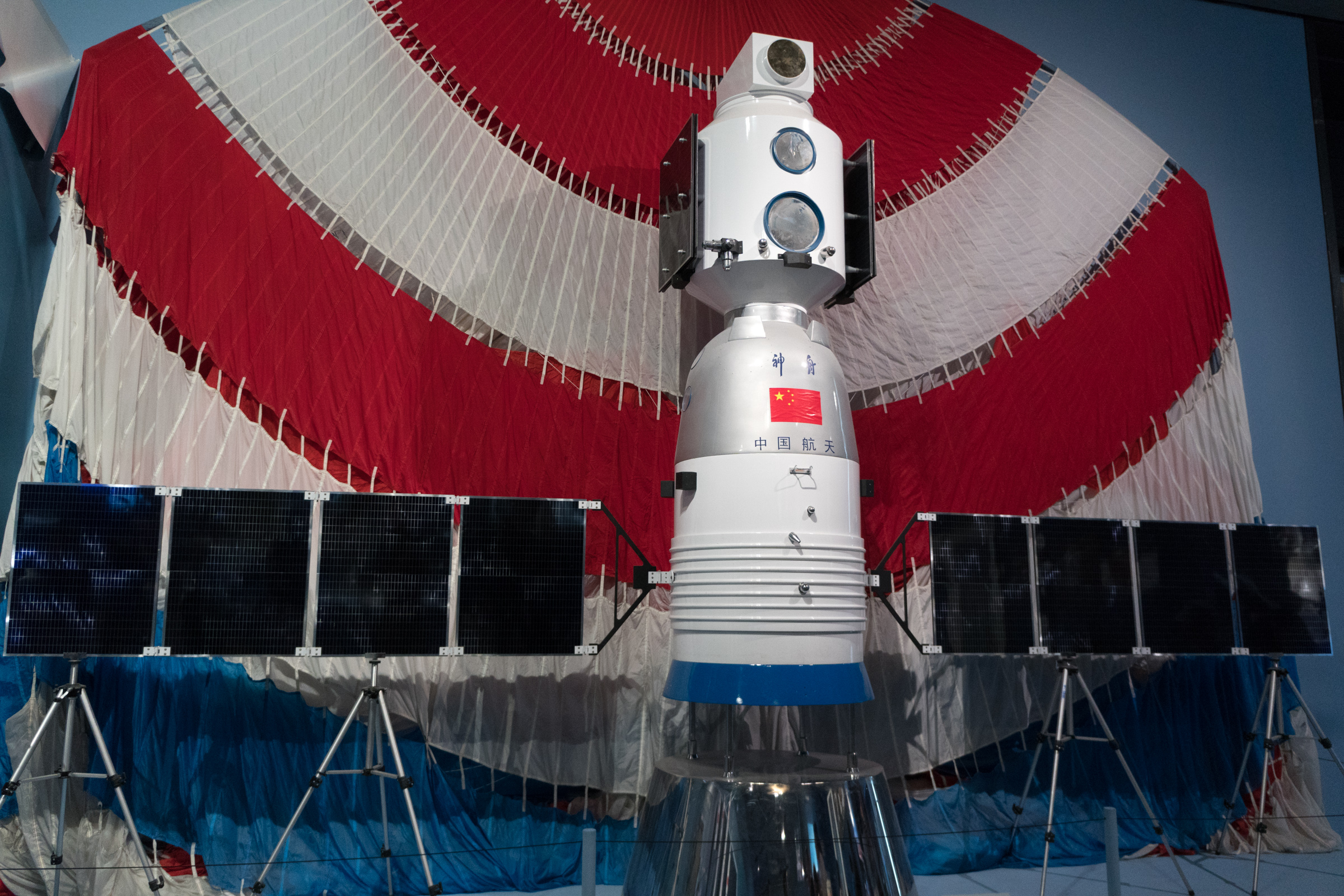
收藏于中国国家博物馆内的神舟五号载人飞船模型与该任务返回舱使用的降落伞

## 评价
- 人民网匯編了各國媒體的誇獎中國躍身為「太空强國」的報導，例如国际空间站飞行副指挥维克多·布拉格夫认为「中国成为继俄罗斯和美国后的第三个宇航强國」。[14]
- 新加坡《联合早报》发表题为《历史性的飞天》的社论，称中国成功发射神五为人类宇航史上又一个“辉煌的时刻”。社论说：“如同在六七十年代先后成功研制‘两弹一星’(原子弹、弹道导弹和卫星)一样，中国人这次成功地把载人飞船送入外太空，也是完全依靠自身的智慧和力量……这就说明了，在航天科技领域，中国和其它两个大国（美俄）的差距已经大大缩小，并且已经正式加入了世界宇航大国的行列。”[15][16]
- 联合国秘书长安南：“太空之旅没有国界，‘神舟’五号飞船的升空是全人类迈向太空的一步。”[17]
- 10月15日， 正在国际空间站执行远征7（英语：Expedition 7）任务的两名宇航员——俄罗斯宇航员尤里·马连琴科与美国华裔宇航员卢杰在空间站上通过视频发表了欢迎辞，其中卢杰用普通话问候杨利伟：“欢迎你到太空来，祝你一路平安，胜利返航”。[18][19]
- 美国国务院发言人鲍彻：“我们祝贺中国人民首次成功将他们的第一名宇航员送上太空。这是一项历史性的成就。我们对中国成功地成为第三个将人类送上太空的国家表示赞赏。”[20][21]
- 美国《华盛顿邮报》报道：“中国已经成为第三个把人送入太空的国家。”[22]
- 俄罗斯《真理报》以红标题《中国有了自己的加加林》对中国成功发射载人飞船表示祝贺。并说，中国在航天方面取得的成绩证明了毛泽东说过的一句话：“社会主义好”。[來源請求]
- 欧洲航天局局长：“中国已经成为第三个独自将人类送入太空的国家，这表明它的空间技术已经非常可靠。中国载人航天取得的成功将开启国际太空合作的新时代。” [23]